# Бакланова Олеся Олександрівна
Оле́ся Олекса́ндрівна Бакла́нова (нар. 11 січня 1999, с. Караван-Солодкий, Марківський район, Луганська область — пом. 10 жовтня 2018, м. Донецьк, Україна) — українська військовослужбовиця; стрільчиня 92-ї окремої механізованої бригади; учасниця російсько-української війни; старший солдат. Псевдо — «Мала».
Президентом України нагороджена орденом «За мужність» III ступеня (посмертно).

## Життєпис
Народилася 11 січня 1999 року в селі Караван-Солодкий (Марківський район, Луганська область). Закінчила загальноосвітню школу. Любила техніку й мотоцикли; з початком війни очолила волонтерський рух у школі з плетіння сіток для фронту. З 2016 року навчалася у Старобільському коледжі ЛНАУ за спеціальністю технологія виробництва і переробки продукції тваринництва. Грала на гітарі та співала, ходила в походи.
У січні 2018 року, як тільки стала повнолітньою, перевелася на заочну форму навчання та вступила на контрактну військову службу до лав Збройних сил України. Пройшла підготовку на Яворівському військовому полігоні у Старичах. Солдатка, стрільчиня 1-го механізованого батальйону 92-ї окремої механізованої бригади, воювала поблизу Мар'їнки та Авдіївки. У день загибелі дівчина підписала рапорт про те, щоб їхати складати сесію.
З травня 2018 року брала участь у боях на Шахті «Бутівка» на околицях Донецька. 10 жовтня 2018 року несла бойове чергування на позиції Шахта «Бутівка» в районі села Спартак Ясинуватського району Донецької області. Загинула під вечір на бойовій позиції біля шахти — за 300 метрів від позицій противника. Зазнала смертельного кульового поранення, коли визирнула з бійниці для огляду бойових позицій через прилад нічного бачення. За іншою інформацією, Олеся зазнала множинних осколкових поранень, коли противник обстрілював позицій українських військовиків з протитанкових гранатометів.
14 жовтня 2018 року похована в рідному селі Караван-Солодкий на Луганщині; в Марківському районі оголошено жалобу.
Без Олесі лишились батьки і брат.

## Нагороди та вшанування
- Указом Президента України № 26/2019 від 31 січня 2019 року «за особисту мужність і самовіддані дії, виявлені у захисті державного суверенітету та територіальної цілісності України, зразкового виконання військового обов'язку» — нагороджена орденом «За мужність» III ступеня (посмертно)[6].
- Напередодні Міжнародного жіночого дня 8 березня 2020 року інформаційне агентство Міноборони «АрміяInform» вшанувало Олесю Бакланову разом із іншими жінками, які стали до лав захисників і віддали своє життя за Україну[7][8].
- У вересні 2020 року громадська організація «Жіночий ветеранський рух» облаштувала у львівському парку ім. Богдана Хмельницького Алею пам'яті жінкам, загиблим у російсько-українській війні[9]. Одна з яблунь Недзведського[en] на цій алеї висаджена в пам'ять про Олесю Бакланову.
- У вересні 2021 року «Жіночий ветеранський рух» за підтримки Українського інституту національної пам'яті випустив документальний фільм «Жінки, які загинули за Україну. Олеся Бакланова», присвячений героїні[10].

Алея пам'яті жінкам, загиблим у російсько-українській війні, парк ім. Богдана Хмельницького, Львів
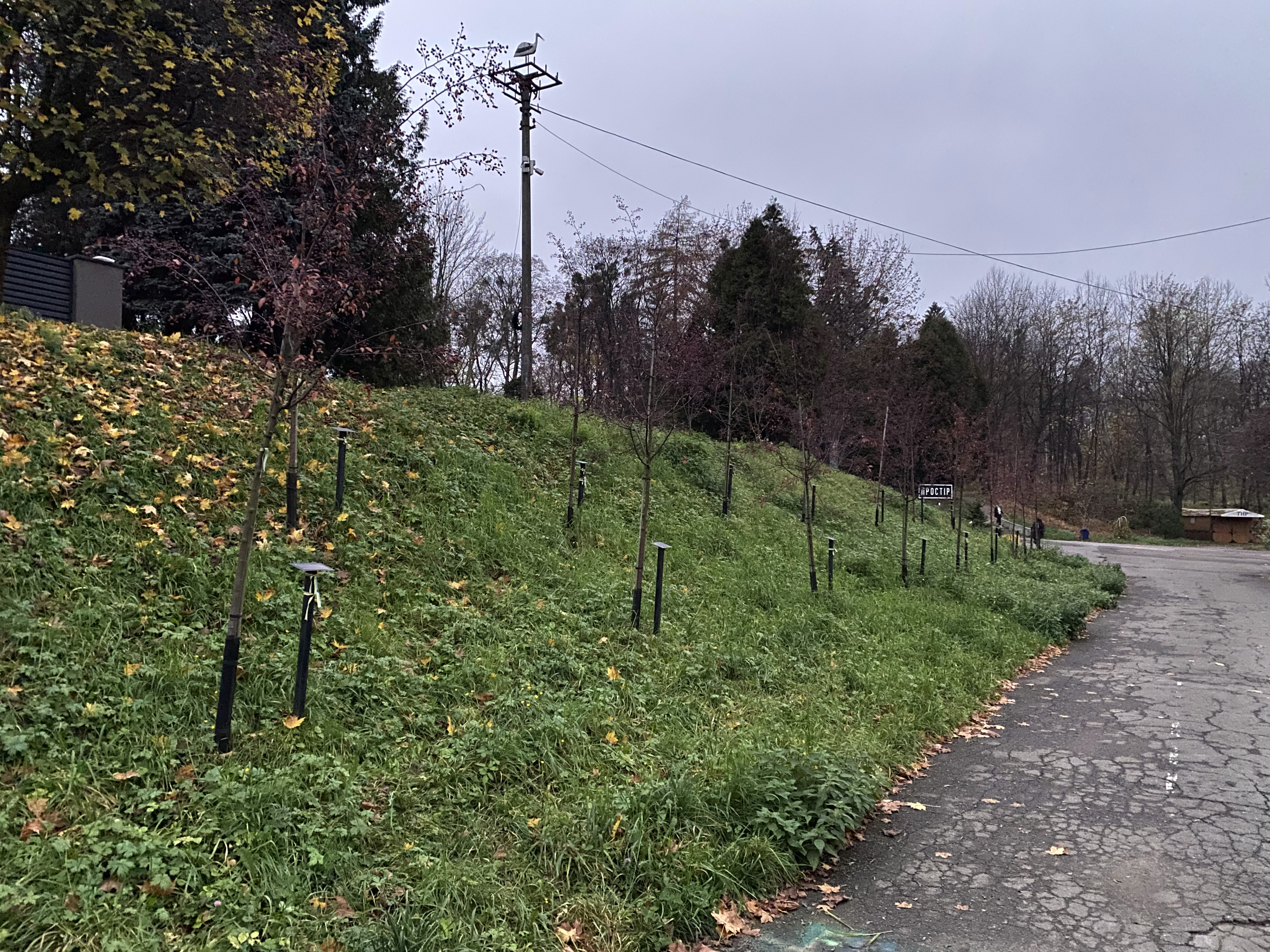
Алея пам'яті жінкам, загиблим у російсько-українській війні
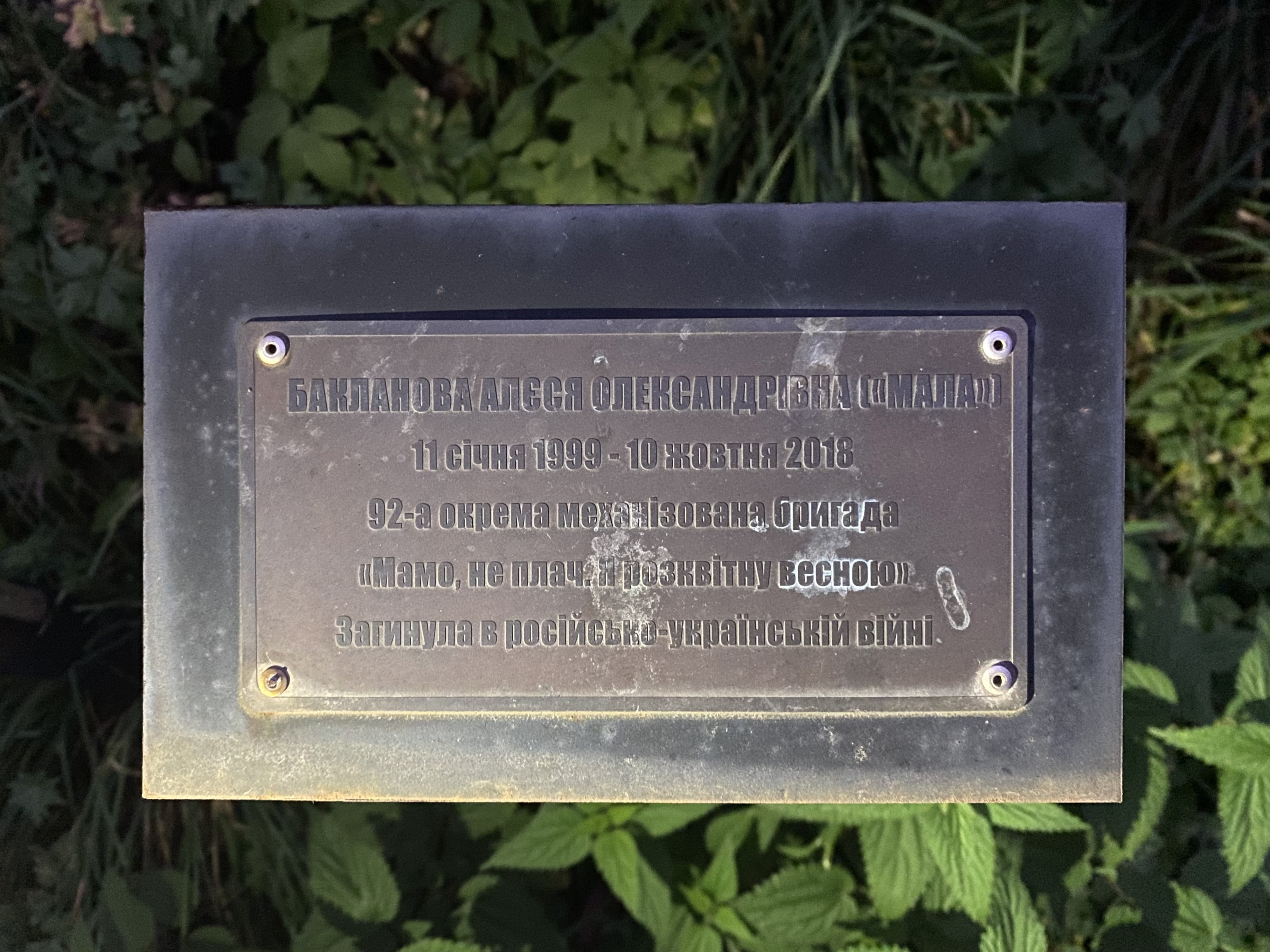
Табличка біля яблуні, висадженої в пам'ять про Олесю Бакланову